# Ruine Sperberseck
Die Ruine Sperberseck ist die Ruine einer Spornburg südlich des Ortsteils Gutenberg der Gemeinde Lenningen im Landkreis Esslingen in Baden-Württemberg.

## Geografische Lage

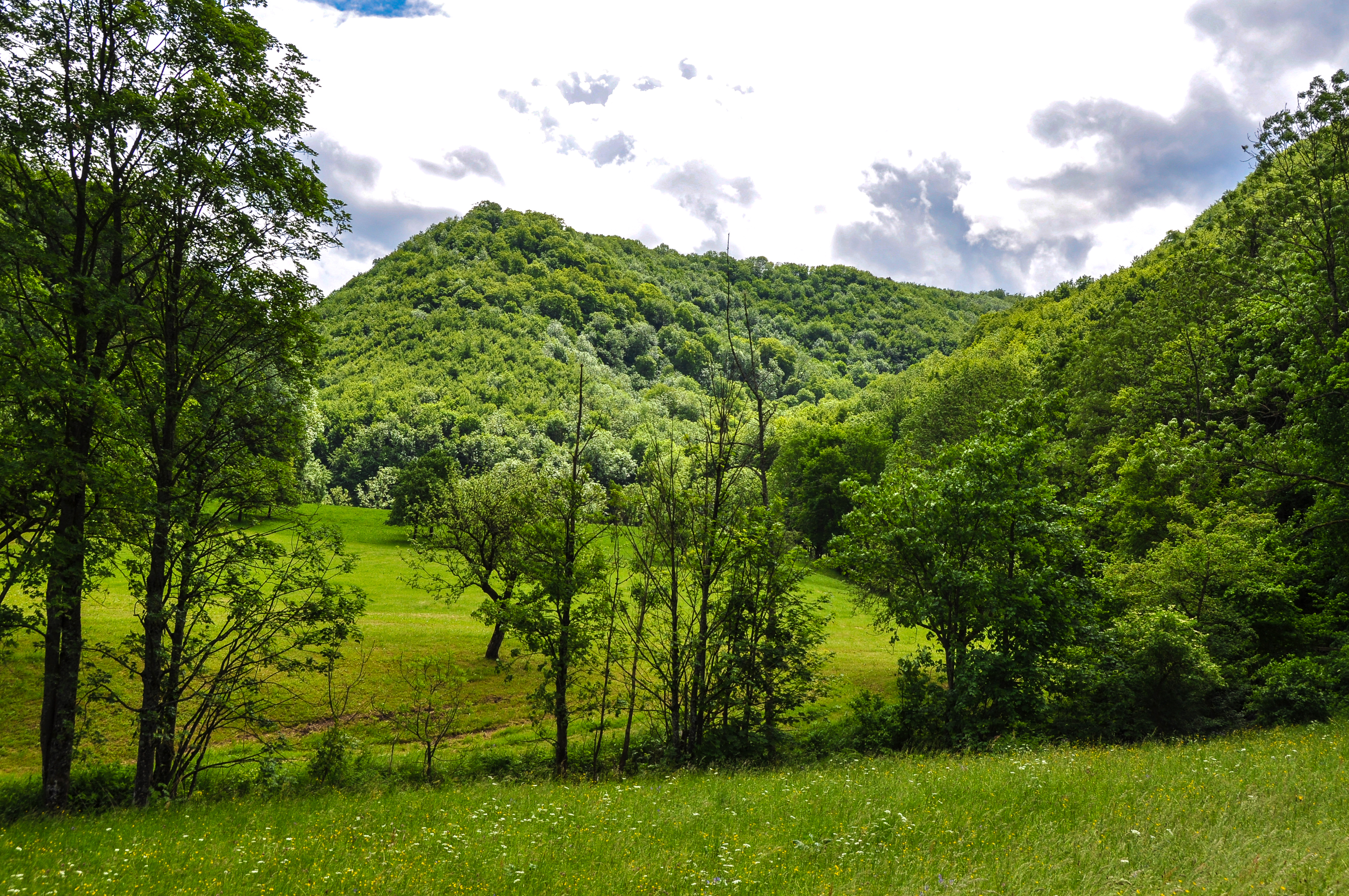
Blick aus dem Donntal zum Bergsporn, auf dem sich die Ruine befindet

Die Ruine befindet sich in einem Wald zwischen Böhringen und Donnstetten auf einem 728 m ü. NN hohen Bergsporn. Das zu drei Seiten sehr steil abfallende Gelände, auf dem die Burg stand, nimmt eine relativ kleine Fläche ein. Das Areal der Ruine liegt innerhalb des Naturschutzgebiets Oberes Lenninger Tal mit Seitentälern.

## Geschichte
Die stauferzeitliche Burg wurde im 11. Jahrhundert erbaut und war seit 1140 der Sitz der Herren von Sperberseck. Es handelte sich um Ministeriale, die zuerst in zähringischen, später in teck'schen und dann in württembergischen Diensten waren. Die hochadelige Familie von Sperberseck entstammt dem Hause Sulmentingen. Gegen Ende des 11. Jahrhunderts verließen diese ihren Stammsitz. Berthold I von Sperberseck gründete schließlich um 1090 die Burg Sperberseck am Albtrauf. Um 1365 wurde die Burg als württembergisches Lehen unter den Herren von Sperberseck und Nachtigall geteilt. 1385 erhielt sie eine Burgkapelle. Bereits seit 1388 wurde der Wirtschaftshof unter der Burg nicht mehr bewohnt. 1525 wurde die Burg angeblich im Bauernkrieg zerstört, anderen Angaben zufolge wurde sie schon Anfang des 15. Jahrhunderts als Wohnsitz aufgegeben. 1718 starb schließlich die Familie von Sperberseck aus.
1978 fanden bestandserhaltende Maßnahmen an der Ruine durch die Forstdirektion Stuttgart und das Staatliche Forstamt Kirchheim statt.

## Beschreibung

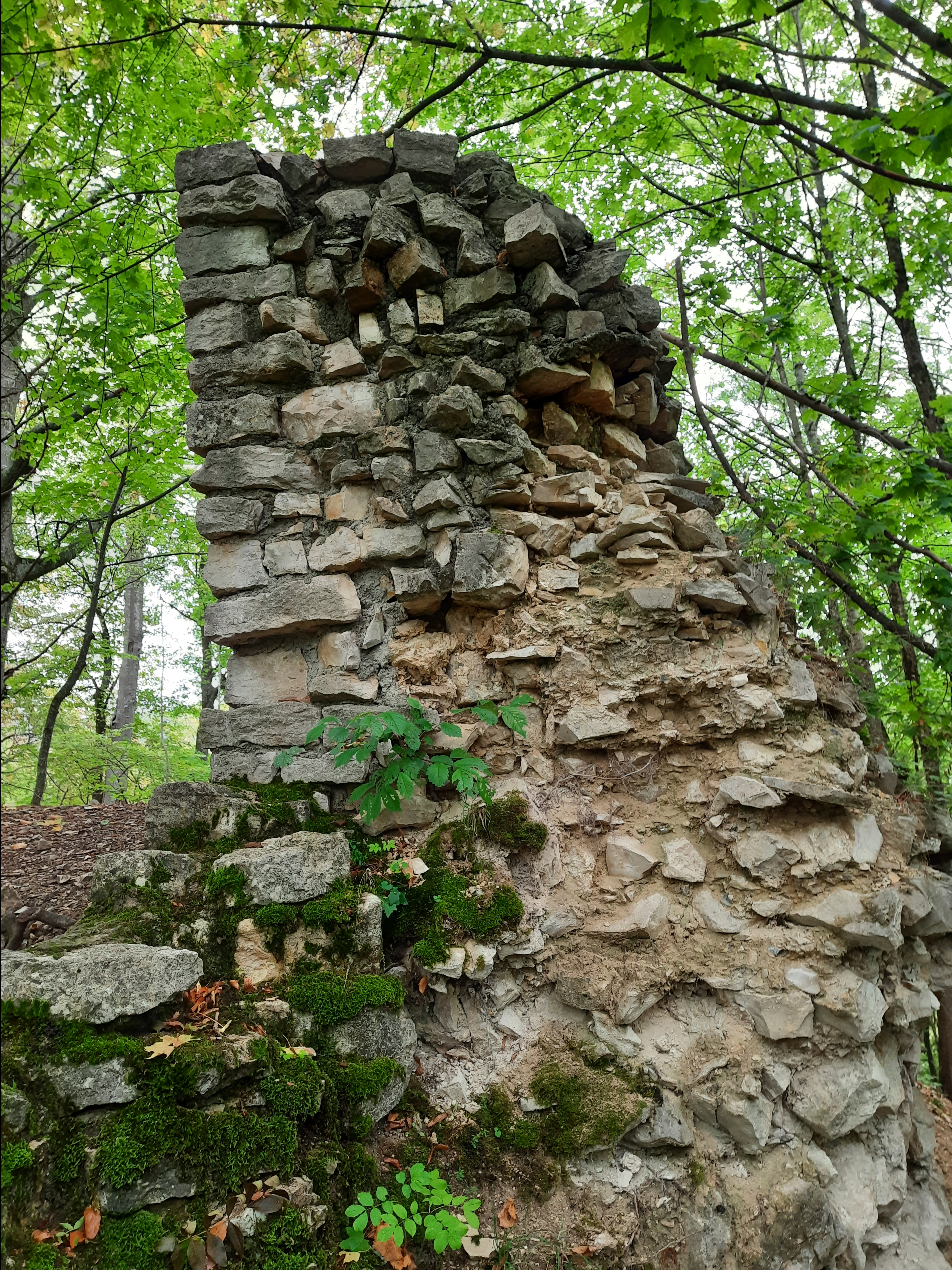
Ausmaß der Schildmauer

Die Burgruine Sperberseck entspricht dem Typ einer Schildmauerburg und liegt auf einem wenig unter der Traufe gelegenen, nach Norden gerichteten Bergsporn.
Die Vorburg und Kernburg werden durch einen 14 m breiten und 10 m tiefen Graben voneinander getrennt.
Die Vorburg weist eine rechteckige Grundfläche auf und liegt hinter einem breiten Sohlgraben. Außer Geländespuren ist heute jedoch wenig von der Vorburg erkennbar.
Die 23 m lange und 3,1 m starke Schildmauer schützte die Kernburg von der Felsseite. Die Höhe der Schildmauer beträgt felsseitig 6,4 m und burgseitig 4,2 m. Es handelt sich um Kernmauerwerk mit Bruchsteinen im Fischgrätenverbund. Innenseitig ist die Verkleidung der Mauer erhalten. Die Reste der Schildmauer stellen heute den beachtlichsten Teil der Ruine dar.
Hinter der Schildmauer befindet sich die Umfassungsmauer, welche polygonal dem Felsen folgt. An der Ost-, West- und Nordseite befanden sich Gebäude an der Mauer. Im westlichen Teil ist dabei die Küche anzunehmen.
Etwa 10 m unterhalb der Umfassungsmauer umzieht ein zwingerartiger Absatz die Bergflanken und mündet im Norden in eine verbreiterte Hangterrasse.